# Francisco Buyo
Francisco Buyo (Betanzos, 13 de Janeiro de 1958) é um ex-futebolista profissional espanhol. Jogava na posição de goleiro ou guarda-redes. A sua primeira equipa foi o Ural da Corunha.

## Carreira
Buyo se profissionalizou no Mallorca.

## Seleção
Buyo integrou a Seleção Espanhola de Futebol nos Jogos Olímpicos de 1980, em Moscou.

## Títulos

### Campeonatos Nacionais
| Título                         | Clube       | País    | Ano     |
| ------------------------------ | ----------- | ------- | ------- |
| Campeonato Espanhol de Futebol | Real Madrid | Espanha | 1986-87 |
| Campeonato Espanhol de Futebol | Real Madrid | Espanha | 1987-88 |
| Supercopa                      | Real Madrid | Espanha | 1988    |
| Campeonato Espanhol de Futebol | Real Madrid | Espanha | 1988-89 |
| Copa del Rey                   | Real Madrid | Espanha | 1988-89 |
| Campeonato Espanhol de Futebol | Real Madrid | Espanha | 1989-90 |
| Supercopa                      | Real Madrid | Espanha | 1990    |
| Copa del Rey                   | Real Madrid | Espanha | 1992-93 |
| Supercopa                      | Real Madrid | Espanha | 1993    |
| Campeonato Espanhol de Futebol | Real Madrid | Espanha | 1994-95 |

### Distinções individuais
| Distinção     | Ano     |
| ------------- | ------- |
| Trofeo Zamora | 1987-88 |
| Trofeo Zamora | 1991-92 |